# João Mauropo
João Mauropo (em grego: Ἰωάννης Μαυρόπους; romaniz.: Ioannes Mauropous; literalmente "pés escuros") foi um poeta, hinógrafo e autor de cartas e orações bizantino que viveu no século XI.

## Biografia
João nasceu na Paflagônia por volta de 1000, veio para Constantinopla e rapidamente conquistou uma reputação como professor. Entre seus estudantes, Miguel Pselo foi o mais importante e foi através dele que João conheceu o imperador Constantino IX Monômaco (r. 1042–1055). Por dois anos, Mauropo frequentou o círculo interno de poetas e acadêmicos que Constantino juntou a sua volta e ele atuava como orador da corte. Porém, por uma razão desconhecida, ele caiu em desgraça no ano de 1050 e, presumivelmente, foi nesta ocasião que João foi apontado como metropolita de Euceta. Em muitas de suas cartas, Mauropo reclamou de seu "exílio honorável" e pediu a seu amigo Pselo para que intercedesse junto aos futuros imperadores para que eles o chamassem de volta. Ele parece ter conseguido já no final da vida de Mauropo: ele se retirou para o Mosteiro de Agia Petra em Constantinopla, onde morreu, supostamente, na década de 1070.

## Obras
É possível que Mauropo tenha preparado, em vida, uma coleção de suas próprias obras. O manuscrito Vaticano Graeco 676 é uma cópia muito fiel desta coleção, que consiste de noventa e nove poemas (epigramas, polêmicas, poemas autobiográficos e orações funerárias em verso), setenta e sete cartas e treze discursos, que contém majoritariamente conteúdo religioso.
Fora disto, Mauropo compôs uma enorme quantidade de cânones (hinos) litúrgicos. Ele pode ser considerado como o precursor da nova mentalidade cultural do Império Bizantino do século XI, uma mistura de piedade religiosa e cultura clássica que o relaciona com o seu pupilo neoplatônico Pselo e outros poetas contemporâneos, como Cristóvão de Mitilene. Um tema preferido em seus poemas e cartas era as vicissitudes e perigos da vida pública e carreiras políticas, o que não é surpreendente dada a instabilidade social e política da época.

## Edições
- Johannis Euchaitarum metropolitae quae supersunt in cod. Vaticano graeco 676 Ed. P. de Lagarde e J. Bollig. Berlim 1882 (Edição moderna padrão).
- Karpozilos A., The Letters of Ioannes Mauropous Metropolitan of Euchaita, Thessaloniki 1990 (em inglês).
- Follieri E., "The 'Living Heirmologion' in the Hymnographic Production of John Mauropus, Metropolitan of Euchaita", Studies in Eastern Chant 4 (1979) 54-75 (em inglês) (para referências a publicações de suas obras litúrgicas).